# Parantica diutaensis
Parantica diutaensis är en fjärilsart som beskrevs av Takei och Yamamoto 1979. Parantica diutaensis ingår i släktet Parantica och familjen praktfjärilar. Inga underarter finns listade i Catalogue of Life.